# Dillion Sneed
Dillion R. Sneed (Chicago, 23 luglio 1984) è un ex cestista e allenatore di pallacanestro statunitense.